# Rhinocéros
Rhinocérotidés, Rhinocerotidae
Pour les articles homonymes, voir Rhinocéros (homonymie).
Famille
Classification phylogénétique
- Euungulata
  - Périssodactyles
    - Équidés
    - Rhinocérotidés
    - Tapiridés

  - Cétartiodactyles
    - Tylopodes
    - Cétacés
    - Giraffidés
    - Clade non nommé

Les rhinocéros sont les mammifères périssodactyles appartenant à la famille des rhinocérotidés (Rhinocerotidae). Toutes ses espèces sont actuellement en voie de disparition.
Les rhinocéros font localement l'objet d'une protection et de projets de réintroduction. Ils sont très utiles pour fertiliser le sol. Ils peuvent mesurer 4 m de longueur pour 1,50 à 2 m de hauteur au garrot, et une masse pouvant avoisiner les 3 tonnes. Ce sont les plus gros mammifères terrestres actuels après l'éléphant. Les rhinocéros sont du même ordre que les chevaux et les tapirs, et non celui des éléphants. Leurs cris sont un barrissement, un grognement, un halètement. Le mot « rhinocéros » vient du grec rhinos, nez, et keras, corne, car il porte une ou deux cornes sur le nez, et non sur le front comme les autres mammifères cornus. Cinq espèces actuelles sont reconnues, appartenant à quatre genres :
- en Afrique :
  - Ceratotherium simum ou rhinocéros blanc, à deux cornes,
  - Diceros bicornis ou rhinocéros noir, à deux cornes ;
- en Asie :
  - Dicerorhinus sumatrensis ou rhinocéros de Sumatra, à deux cornes,
  - Rhinoceros sondaicus ou rhinocéros de Java, à une corne,
  - Rhinoceros unicornis ou rhinocéros indien, à une corne.

## Historique
Le rhinocéros possède un statut particulier dans l'imaginaire européen puisque sa connaissance et ses descriptions ont longtemps existé en parallèle de la composante mythique véhiculée par la licorne. L'animal indien, décrit sous le nom de monoceros ou unicornis par Ctésias, Pline l'Ancien, Strabon et d'autres auteurs anciens, qui est probablement un mélange de l'onagre, de l'antilope du Tibet et du rhinocéros indien, entretient cette confusion. Pourtant, ils connaissent le rhinocéros puisque ces animaux exotiques sont importés pour être utilisés dans les combats d'animaux dans les arènes.
Cependant, certains auteurs antiques distinguent déjà le rhinocéros de la licorne. Diodore de Sicile mentionne l'animal sous son nom de « rhinocéros » dans sa description de l'Éthiopie. Selon lui, l'animal aiguise sa corne contre des rochers et est « ennemi de l'éléphant », dont il ne manque pas une occasion d'essayer de percer le ventre avec sa corne. Cette croyance en une hostilité naturelle farouche entre rhinocéros et éléphants apparaît aussi chez Claude Élien. Au IIIe siècle, Oppien de Syrie, dans ses Cynégétiques, affirme que l'animal peut même percer une roche avec sa corne ; il affirme aussi que les rhinocéros sont tous mâles et que, de ce fait, la façon dont ils se reproduisent reste mystérieuse.
Le Livre de Marco Polo écrit en 1298 mentionne à Sumatra les rhinocéros, qu'il appelle « unicornes » en précisant que c'est « une bête moult laide à voir et qui n'est pas telle comme nous disons ici qu'elle se prend au giron d'une pucelle vierge mais est plutôt tout le contraire »,. L'animal ne sera clairement distingué de la licorne qu'au XVIe siècle, lorsqu'il est redécouvert en Europe avec le rhinocéros de Dürer. Mais Dürer n'a pas vu le mammifère et dessine un rhinocéros chimérique, et c'est cette gravure qui reste l'image du rhinocéros pendant plus de deux siècles : ni la présence d'un nouveau rhinocéros indien pendant huit années à Madrid de 1579 à 1587, représenté par une gravure de Philippe Galle en 1586 à Anvers et qui a pourtant inspiré certains artistes au XVIIe siècle, ni l'exposition d'un rhinocéros vivant à Londres en 1684-1686 et d'un deuxième en 1739 n'ont empêché le rhinocéros de Dürer de rester pour la plupart des gens l'image vraie d'un rhinocéros. Ce n'est qu'à partir du XVIIIe siècle, avec l'arrivée de rhinocéros célèbres en Europe, que l'image réaliste de ce dernier animal se substitue à celle de Dürer dans l'iconographie européenne. Le rhinocéros de Versailles et surtout la tournée européenne de Clara déclenchent une véritable rhinomania, celle-ci faisant vendre estampes, gravures, brochures et inventer rubans, harnais, bonnets, perruques et même coiffures « à la rhino ».

## Description

### Généralités
La principale caractéristique visible des rhinocéros est la corne sur leur nez. Selon l'espèce, il y en a une ou deux. Chez les rhinocéros fossiles, on trouve aussi des espèces dépourvues de corne. La corne avant pousse sur l'os nasal, la corne arrière (quand elle existe) sur l'avant du crâne. Malgré leur dureté, les cornes ne se composent pas d'une substance osseuse. Ce ne sont pas des cornes à proprement parler, mais des protubérances de la peau composées de kératine agglutinée, une protéine fibrillaire comme les cheveux et les ongles humains. Les vraies cornes (vaches, buffles) poussent à partir du crâne. La corne du rhinocéros pousse environ de 7 cm par an. Elle repousse comme l'ongle. La plus grande corne connue mesurait 1,58 m.
Le nom du rhinocéros en langue indienne[précision nécessaire] est relié à la mythologie de la Licorne (uni corne). Dressée vers le ciel, la corne est une grande protection et un symbole de puissance.[réf. nécessaire]
Dans certaines cultures de l'Asie orientale, les rhinocéros sont tués uniquement pour leurs cornes car elles sont utilisées pour faire des sculptures, des coupes libatoires notamment. Les supposés effets thérapeutiques et aphrodisiaques attribués à la corne broyée et la mode des poignards en corne de rhinocéros dans les classes supérieures du Yémen, comme marque de rang social et symbole de virilité, ont favorisé leur trafic sur le marché noir et le braconnage d'espèces pourtant en voie de disparition. Des tests faits en laboratoire n'ont révélé aucune des propriétés prétendues : selon Raj Amin, de la Société Zoologique de Londres, « médicalement, c'est comme se ronger les ongles ».
On distingue la corne de rhinocéros des autres cornes grâce à l'existence de poils sur la corne et à son intérieur plein, contrairement à l'ivoire, qui est creux. Les cornes de rhinocéros possèdent une couleur généralement sombre qui peut virer au marron clair selon les cornes. À sa base, cette crête est rugueuse au toucher.
Les rhinocéros ont un corps massif et des jambes grosses et courtes. Leurs pattes ressemblent à celles du tapir mais chaque pied a trois doigts se terminant chacun par un gros ongle, comme trois sabots miniatures, d'où l'empreinte caractéristique en feuille de trèfle. La peau est épaisse et de couleur grise ou brune. La peau du rhinocéros est douce près de sa bouche.
Chez les espèces asiatiques, la peau au début du cou et des jambes est si plissée qu'elle donne l'impression d'un blindage.
Les rhinocéros ont une faible capacité visuelle mais un odorat développé et une très bonne audition. Leur très mauvaise vue semble liée à des mutations du gène IFT43, qui code une protéine impliquée dans le transport d'autres protéines le long des flagelles et des cils cellulaires ; la protéine mutée serait moins efficace pour faire se rejoindre le rétinal et les opsines,.
Malgré leur apparence, les rhinocéros sont dotés d'une musculature impressionnante qui leur permet de courir très vite si nécessaire mais sur une courte distance, jusqu'à 50 km/h pour les plus rapides. Très agiles, ils peuvent aussi faire volte-face en pleine course,.
Les mâles ne possèdent pas de scrotum : les testicules se trouvent à l'intérieur du corps.

### Comparaisons physiques
| Espèce                                         | Cornes     | Longueur        | Hauteur (garrot) | Masse            | Photo |
| ---------------------------------------------- | ---------- | --------------- | ---------------- | ---------------- | ----- |
| Ceratotherium simum rhinocéros blanc           | 2          | 3,40 m à 4,20 m | 1,70 m à 2 m     | 1 400 à 3 600 kg |       |
| Diceros bicornis rhinocéros noir               | 2          | 3 m à 3,50 m    | 1,40 m à 1,70 m  | 800 à 1 800 kg   |       |
| Dicerorhinus sumatrensis rhinocéros de Sumatra | 2          | 2,50 à 3 m      | 1,20 à 1,45 m    | 600 à 950 kg     |       |
| Rhinoceros sondaicus rhinocéros de Java        | 1 (courte) | 3 à 3,50 m      | 1,40 à 1,70 m    | 900 à 2 300 kg   |       |
| Rhinoceros unicornis rhinocéros indien         | 1 (longue) | 3,20 à 3,80 m   | 1,60 à 1,90 m    | 800 à 2 700 kg   |       |

### Populations
| Espèces                                        | Population sauvage | Population captive | Repartition | Statut de conservation (UICN)   |
| ---------------------------------------------- | --- | ------------------ | ----------- | ------------------------------- |
| Ceratotherium simum rhinocéros blanc           | 27 290 En Afrique du Sud, sud est et une minorité en Afrique de l’Ouest | 750                |             | Quasi menacé                    |
| Diceros bicornis rhinocéros noir               | 6 487 Afrique Australe, Kenya et une poignée d’individus au Sénégal | 300                |             | En danger critique d'extinction |
| Dicerorhinus sumatrensis rhinocéros de Sumatra | 80 Sumatra, Bornéo, péninsule malaise | 0                  |             | En danger critique d'extinction |
| Rhinoceros sondaicus rhinocéros de Java        | 73 L'espèce ne subsiste plus que dans le Parc national d'Ujung Kulon à l'ouest de Java, Les sous-espèces indo-birmanes et vietnamiennes ont disparu en 1925 et 2010 respectivement. | 0                  |             | En danger critique d'extinction |
| Rhinoceros unicornis rhinocéros indien         | 2 500 Nord de l'Inde, Népal | 200                |             | Vulnérable                      |

En 1800, il y avait 1 000 000 de rhinocéros dans la nature. En 2005, il ne restait plus que 18 000 rhinocéros dans la nature et 1 159 en captivité. En 2016, leur population est estimée à 29 500, 70 % vivant en Afrique du Sud.
Le 20 mars 2018, Sudan, le dernier rhinocéros blanc du Nord mâle, est mort.

## Biologie et comportement
Les rhinocéros vivent normalement en solitaire, mais dans la savane, on peut parfois voir de petits troupeaux. Leur communication est essentiellement olfactive.
La boue est la plus grande protection des rhinocéros, et non leur carapace visuelle. La boue est essentielle pour les rafraichir, les protéger des insectes, adoucir et protéger leur peau du soleil. Dans la journée, les rhinocéros dorment, ils sont surtout actifs au crépuscule et la nuit. Exclusivement herbivores, ils sont essentiellement phyllophages. Les rhinocéros adaptent leur régime alimentaire en fonction du milieu : le rhinocéros noir, dont la lèvre supérieure est préhensile, se nourrit de feuilles d'acacias ou autres broussailles épineuses ; le rhinocéros blanc, à la bouche large et aux lèvres carrées, broute l'herbe ; les rhinocéros asiatiques sont plus éclectiques et consomment toute végétation à leur portée (branchages, bourgeons, graminées). Ces méga-herbivores digèrent les végétaux par une fermentation qui a lieu dans le colon. Contrairement aux ruminants, ils sont monogastriques ; aussi, les rhinocéros adultes qui pèsent plus d'une tonne doivent consommer 50 kg de végétaux par jour, jusqu'à 100 kg parfois.
La peau épaisse sert de carapace lors des combats qui s'établissent pour la dominance. La peau formée de plaques des rhinocéros indiens a de grands plis richement vascularisés qui augmentent la surface d'échange et favorisent la régulation thermique transférant la chaleur aux plaques de peau les plus larges qui agissent comme des refroidisseurs.
Ces animaux évitent les hommes et chargent lorsqu'ils se sentent menacés, essentiellement pour protéger les jeunes rhinocéros. Très rares, ces attaques peuvent parfois occasionner de graves blessures en raison de la puissance de l'animal et du danger que représente leur corne.
Des rhinocéros sont souvent accompagnés par des oiseaux pique-bœufs ou mainates, qui se perchent sur leur peau et les nettoient des parasites, ou par des hérons garde-bœufs, qui chassent les insectes dérangés au sol par le passage de l'animal. Dans des cas assez rares, les jeunes rhinocéros peuvent être une proie d'opportunité pour de grands félins comme le lion. En revanche, les rhinocéros adultes n'ont aucun ennemi si ce n'est l'homme.
La plupart du temps, le rhinocéros menace son adversaire mais ne le combat pas réellement.
Ils sont à la fois polygynes et polyandres : mâles et femelles ont plusieurs partenaires.
Si une femelle est en chaleur, les mâles peuvent en venir à se battre. Le vainqueur fait sa cour à la femelle : il marque son territoire avec son urine et ses déjections, faisant tourner sa queue à la manière d'un ventilateur pour épandre sur une plus grande surface ; en outre, les deux partenaires se pourchassent et se battent l'un contre l'autre avant l'accouplement.
Après une gestation de 15 à 18 mois naît un petit qui peut rester deux ans et demi avec la mère. Il suit sa mère comme son ombre. Celle-ci est alors particulièrement agressive pour défendre son petit, même contre les membres de son espèce. L'allaitement dure un an minimum. Les rhinocéros arrivent à l'âge adulte à huit ans. La mère repousse son petit à la naissance du suivant. La femelle peut avoir 10 petits  au cours de ses 45 ans de vie minimum.

## Systématique

### Espèces actuelles
Selon BioLib (1 janvier 2018) :

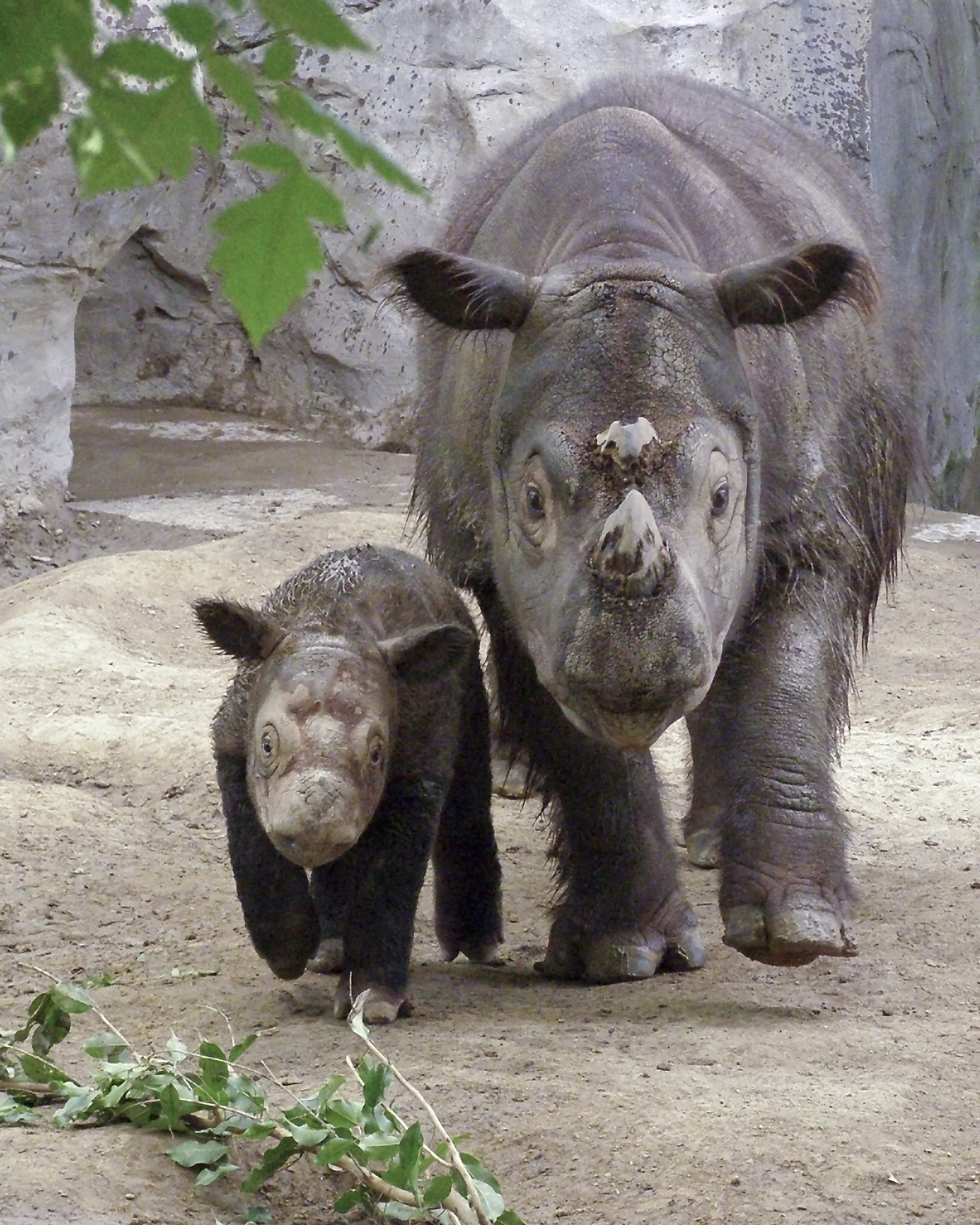
Apparenté aux rhinocéros laineux de la Préhistoire, avec sa fourrure et sa petite taille, le rhinocéros de Sumatra est l'espèce actuelle la plus éloignée des autres.

- sous-famille Aceratheriinae Dollo, 1885 †
- sous-famille Rhinocerotinae Owen, 1845
  - tribu Rhinocerotini Owen, 1845
    - sous-tribu Dicerorhinina Ringström, 1924
      - genre Dicerorhinus Gloger, 1841
        - espèce Dicerorhinus sumatrensis (Fischer, 1814) -- Rhinocéros de Sumatra

    - sous-tribu Dicerotina Ringström, 1924
      - genre Ceratotherium Gray, 1867
        - espèce Ceratotherium simum (Burchell, 1817) -- Rhinocéros blanc

      - genre Diceros Gray, 1821
        - espèce Diceros bicornis (Linnaeus, 1758) -- Rhinocéros noir

    - sous-tribu Rhinocerotina Owen, 1845
      - genre Rhinoceros Linnaeus, 1758
        - espèce Rhinoceros sondaicus Desmarest, 1822 -- Rhinocéros de Java
        - espèce Rhinoceros unicornis (Linnaeus, 1758) -- Rhinocéros indien

Les deux principaux rhinocéros d'Asie sont apparentés entre eux et se seraient séparés il y a environ 26 millions d'années des rhinocéros d'Afrique.
Asie :
Le rhinocéros de Sumatra (Dicerorhinus sumatrensis), en grand danger d'extinction, est l'unique survivant du groupe le plus ancien, les Dicerorhinina. Avec son duvet noir, le rhinocéros de Sumatra est le plus proche de son ancien cousin, l'ancien rhinocéros laineux vivant à l'aire glaciaire et exterminé par l'homme de l'âge de pierre. Des fossiles ont été retrouvés et selon les fouilles archéologiques, certains rhinocéros laineux vivaient en Angleterre il y a entre 500 000 et 30 000 ans.
Le genre Rhinoceros (2 espèces) est également en danger : le rhinocéros indien (Rhinoceros unicornis) et surtout le plus rare : le rhinocéros de Java (Rhinoceros sondaicus).
Avec sa cuirasse, le rhinocéros indien a une allure préhistorique.
Ces deux genres se seraient séparés l'un de l'autre il y a environ 10 millions d'années.
Ils vivent dans les forêts pluviales d'Asie du Sud ; la déforestation et le braconnage portent un coup fatal à la population.
Afrique : Les deux genres africains, le rhinocéros blanc (Ceratotherium simum) et le rhinocéros noir (Diceros bicornis), se sont séparés l'un de l'autre il y a environ 5 millions d'années.
Ils se distinguent l'un de l'autre, entre autres, par leur façon de s'alimenter. Tandis que le rhinocéros blanc broute les herbes, le rhinocéros noir se nourrit de feuilles et de branchages. Il a besoin d'une végétation dense alors que le rhinocéros blanc vit dans la savane ouverte. Il est capable de tirer dans sa gueule l'extrémité des branches grâce à sa lèvre supérieure qui pointe en avant.
Les petits rhinocéros blancs marchent devant leur mère, alors que les petits rhinocéros noirs marchent derrière leur mère. On dit, en Afrique, qu'ils font comme les femmes blanches qui poussent leurs enfants devant elles dans une poussette et les femmes noires qui portent les leurs dans le dos.
En réalité, les rhinocéros blanc et noir sont tous les deux...gris ! L'appellation vient en fait d'une vieille erreur de traduction de l'Afrikaans « wijde » (« large » pour rhinocéros à bouche large, qui broute de l'herbe). Lorsque les Anglais colonisèrent l'Afrique australe, ils traduisirent le « wijde » en « white » (« blanc »). L'allemand a préservé la traduction correcte.[réf. nécessaire]

### Histoire évolutive

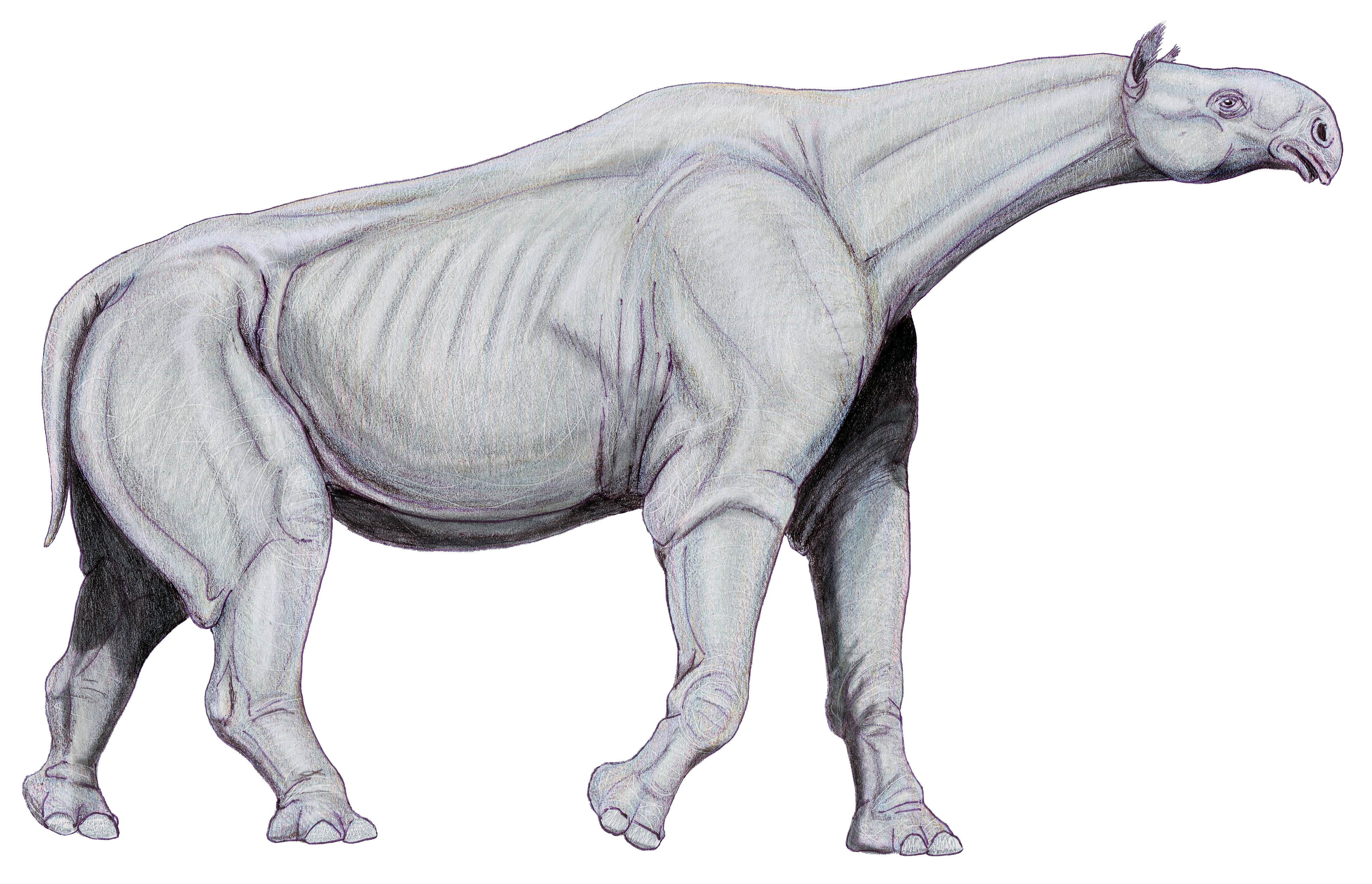
Restitution paléoartistique de Paraceratherium, groupe frère des rhinocéros et plus grands mammifères terrestres de tous les temps.

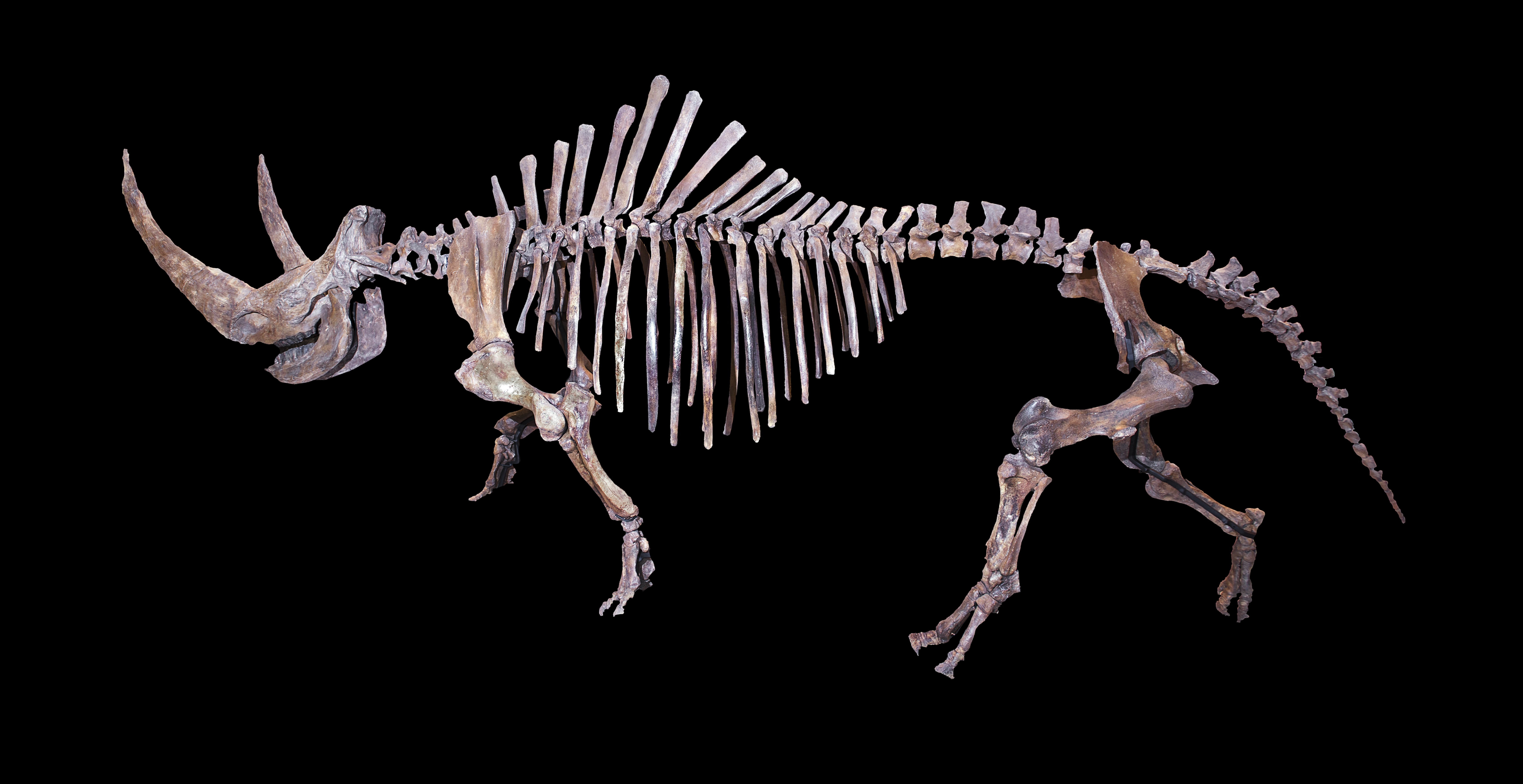
Squelette de Rhinocéros laineux (Coelodonta antiquitatis).

La famille des rhinocérotidés, apparue à l'Éocène, a connu un certain succès évolutif durant le Cénozoïque, avec plusieurs dizaines d'espèces réparties sur presque tous les continents, marquées par une grande diversité de formes dont les cinq espèces restantes ne donnent qu'une idée très limitée.
Les premiers parents connus des rhinocéros sont des fossiles de l'Éocène supérieur. Ces Amynodontidae étaient déjà aussi grands que les rhinocéros actuels, mais n'avaient pas de corne et se nourrissaient probablement de plantes aquatiques (d'où leur nom allemand « Wassernashörner » littéralement : rhinocéros d'eau). Trois groupes frères apparaissent à cette époque au sein des périssodactyles (formant selon certains auteurs la super-famille des Rhinocerotoidea) : les Hyracodontidae, Amynodontidae et Rhinocerotidae.
Les rhinocéros géants (Paraceratheriidae) ont été avec Paraceratherium (connu également sous le nom de Baluchitherium et d'Indricotherium) les plus grands mammifères terrestres connus de tous les temps. Ils avaient un long cou, étaient dépourvus de corne et vivaient pendant l'Oligocène (-30 millions d'années).
Les véritables rhinocéros (Rhinocerotidae) apparaissent tout à la fin de l'Eocène en Eurasie ; ce sont tout d'abord de petits animaux vivant en troupeaux, et rapidement très diversifiés (on connaît au moins 26 genres différents entre l'Eurasie et l'Amérique du nord, avant un phénomène d'extinction important à l'oligocène médian). Parmi les espèces survivantes à cette extinction, on note les Menoceras (pourvus de cornes latérales disposées à la manière des défenses des phacochères) et les Teleoceras (qui rappellent morphologiquement des hippopotames). C'est aussi à l'oligocène que les trois branches actuelles de rhinocéros se séparent : les Dicerorhinina (dont le rhinocéros de Sumatra et les rhinocéros laineux), les Dicerotina (rhinocéros africains) et les Rhinocerotina (rhinocéros indiens).
La famille s'éteint définitivement sur le continent américain au Pliocène, il y a environ cinq millions d'années.
À la dernière période glaciaire, la famille comptait encore le groupe des rhinocéros laineux, les Elasmotheriinae, dont le genre le plus connu Elasmotherium se distinguait par une corne immense au milieu de la tête, longue de 2 m ; ils étaient très nombreux en Europe voilà 200 000 ans, et se sont éteints il y a environ 26 000 ans. Les hommes préhistoriques de l'Ouest européen ont côtoyé jusqu'à il y a à peine 10 000 ans au moins 4 espèces de rhinocéros (notamment le rhinocéros laineux Coelodonta antiquitatis disparu vers 8000 av. J.-C) qui avaient survécu à trois glaciations, mais qu'elles ont sans doute contribué à faire disparaître.
Le rhinocéros laineux de l'ère glaciaire est rangé parmi les Dicerorhinini : il est donc apparenté aux rhinocéros de Sumatra, qui présentent eux aussi de longs poils.
Classification selon BioLib (1 janvier 2018) :
- sous-famille Aceratheriinae Dollo, 1885 †
  - tribu Aceratheriini (parfois Aceratherini)Dollo, 1885 †
  - genre Aceratherium Kaup, 1832 †
    - genre Plesiaceratherium Young, 1937 †

  - tribu Chilotheriini Qiu, Xie & Yan, 1987 †
    - genre Acerorhinus Kretzoi, 1942 †
    - genre Chilotherium Ringström, 1924 †

  - genre Aphelops Cope, 1874 †
  - genre Floridaceras Wood, 1964 †
  - genre Mesaceratherium Heissig, 1969 †
  - genre Peraceras Cope, 1880 †
- sous-famille Rhinocerotinae Owen, 1845
  - tribu Rhinocerotini Owen, 1845
    - sous-tribu Dicerorhinina Ringström, 1924
      - genre Coelodonta Bronn, 1831 †
      - genre Dicerorhinus Gloger, 1841
      - genre Lartetotherium Ginsburg, 1974 †
      - genre Stephanorhinus Kretzoi, 1942 †

    - sous-tribu Dicerotina Ringström, 1924
      - genre Ceratotherium Gray, 1867
      - genre Diceros Gray, 1821
      - genre Paradiceros Hooijer, 1968 †

    - sous-tribu Elasmotheriina Bonaparte, 1845 †
      - genre Elasmotherium J. Fischer, 1808 †
      - genre Hispanotherium Crusafont & Villalta, 1947 †
      - genre Iranotherium Ringström, 1924 †
      - genre Kenyatherium Aguirre & Guérin, 1974 †
      - genre Sinotherium Ringström, 1924 †
      - genre Victoriaceros Geraads, McCrossin & Benefit, 2012 †

    - sous-tribu Rhinocerotina Owen, 1845
      - genre Gaindatherium Colbert, 1934 †
      - genre Rhinoceros Linnaeus, 1758

  - tribu Teleoceratini Hay, 1902 †
    - genre Aprotodon Forster-Cooper, 1915 †
    - genre Brachypotherium Roger, 1904 †
    - genre Diaceratherium Dietrich, 1931 †
    - genre Prosantorhinus Heissig, 1974 †
    - genre Teleoceras Hatcher, 1894 †
- genre Galushaceras Prothero, 2005 †

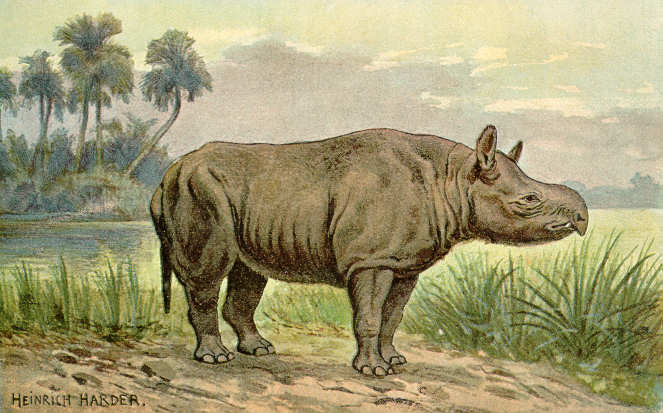
Restitution paléoartistique de Aceratherium
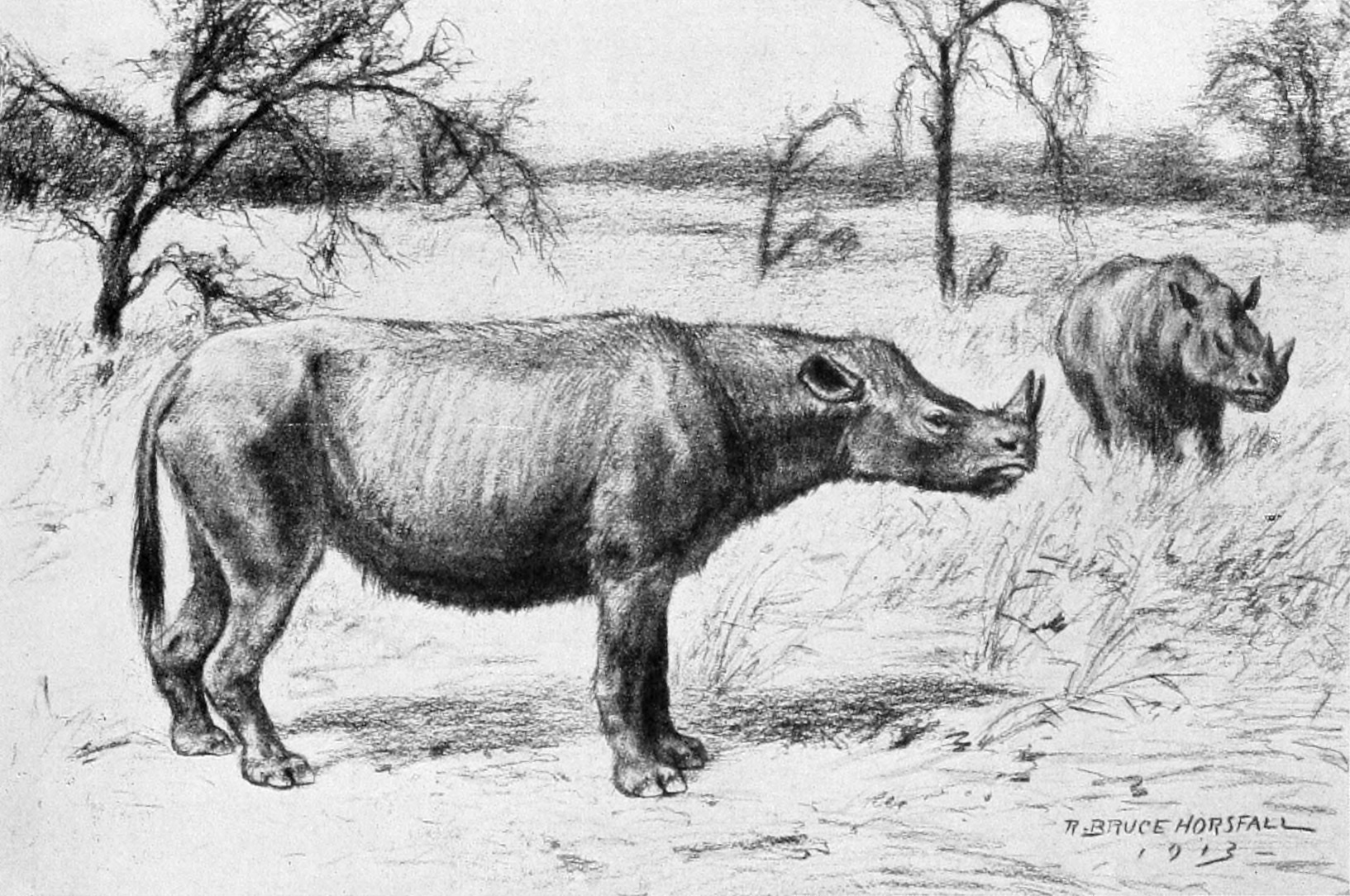
Menoceras arikarense
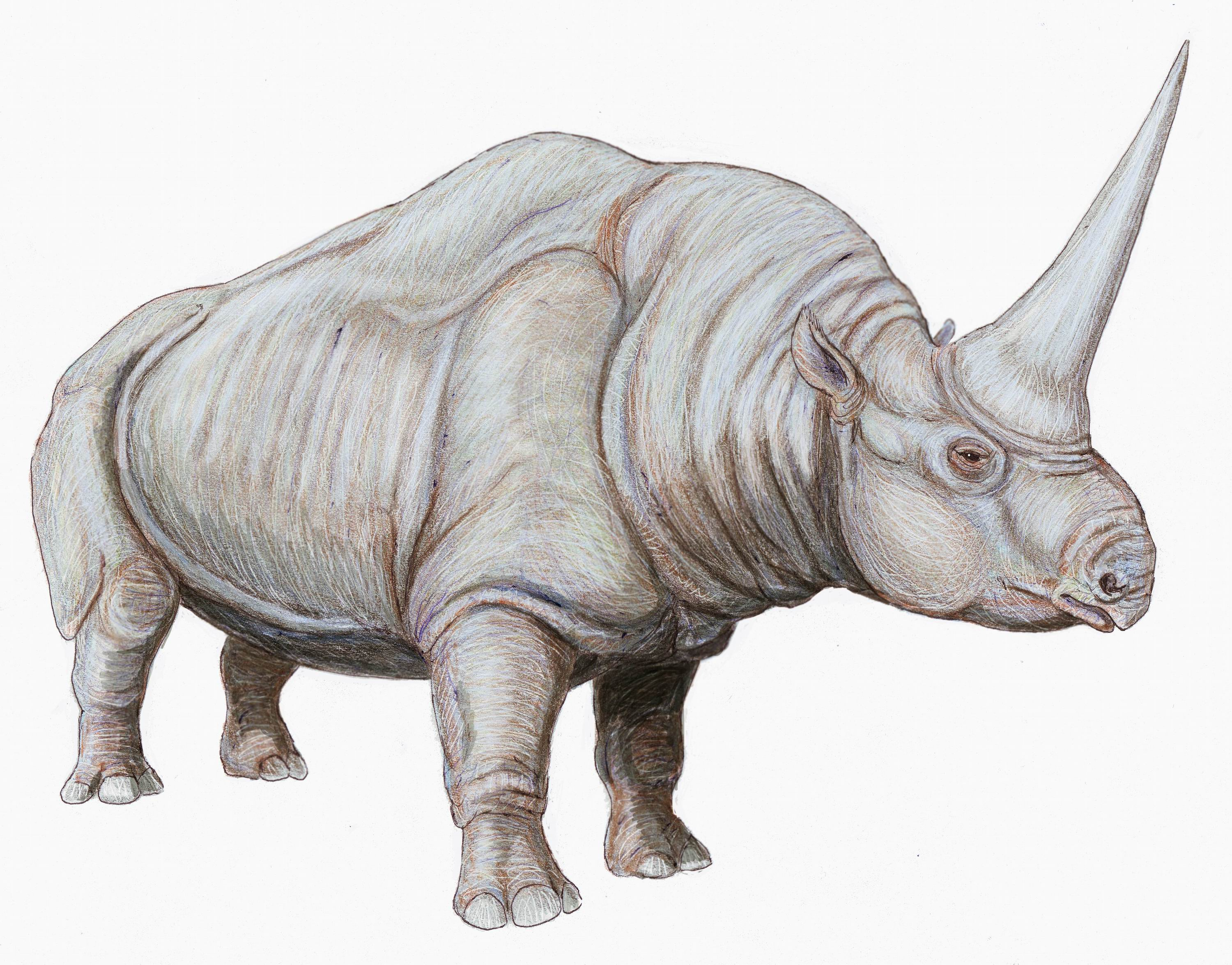
Elasmotherium
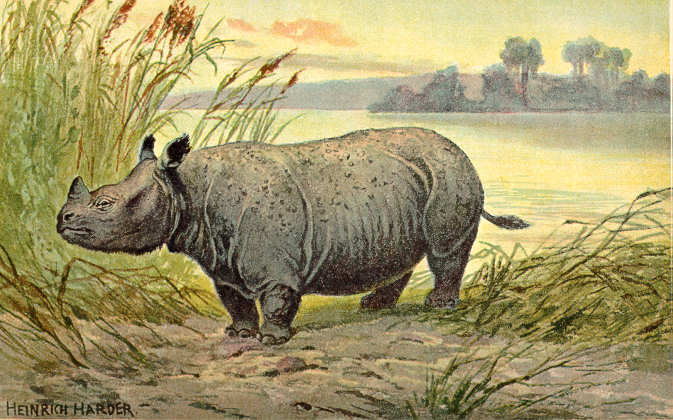
Teleoceras du Miocène.
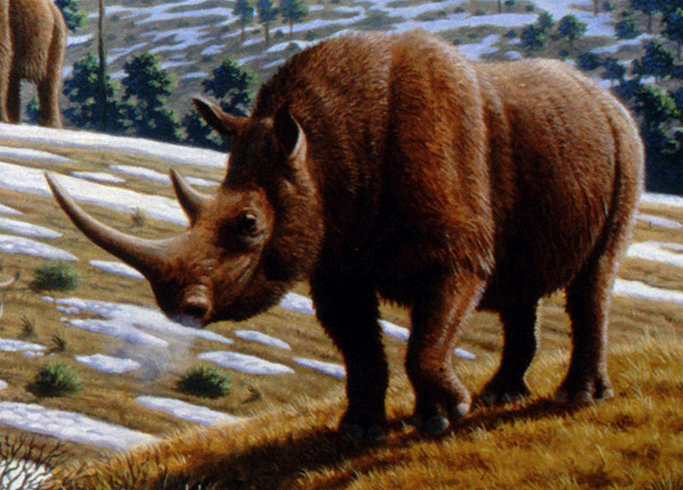
Rhinocéros laineux (Coelodonta antiquitatis)

## Les rhinocéros et l'être humain

### Redécouverte en Occident

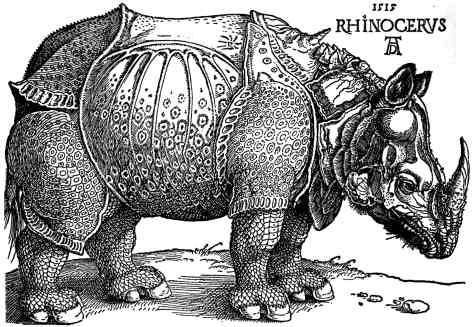
Le Rhinocéros de Dürer.

Durant l'Antiquité, les rhinocéros sont mentionnés par plusieurs auteurs antiques. Au IIe siècle, Pausanias le Périégète en fournit une description rapide parmi les « curiosités de Rome », et mentionne un autre nom, celui de « taureaux d'Éthiopie ».
A la Renaissance, où les Européens prennent progressivement des distances critiques d'avec les bestiaires médiévaux souvent fantaisistes, le doute s'installe autour de la véracité de l'existence de ces rhinocéros. Mais en 1515, un spécimen de rhinocéros indien (Rhinoceros unicornis) est ramené par bateau au Portugal. Cette première fait grand bruit dans toute l'Europe car elle confirme la description laissée par Pline dans son Histoire naturelle. Dürer en fera une gravure, appelée « Rhinocéros de Dürer », aujourd'hui au British Museum, sur la seule base des descriptions faites de l'animal.

### Dans la culture
Le rhinocéros est le sujet de nombreuses réalisations artistiques, comme :
- le Rhinocéros de Dürer, gravure ;
- Rhinocéros d'Ionesco, pièce de théâtre ;
- le Rinoceronte vestido con puntillas (« Rhinocéros habillé de dentelle ») sculpture de Salvador Dalí d'après Dürer ;
- Le Rhinocéros (1999-2000), sculpture moderne de Xavier Veilhan.

Le Soutra du Rhinocéros est considéré comme l'un des plus anciens textes bouddhiques.

### Croyances autour de la corne

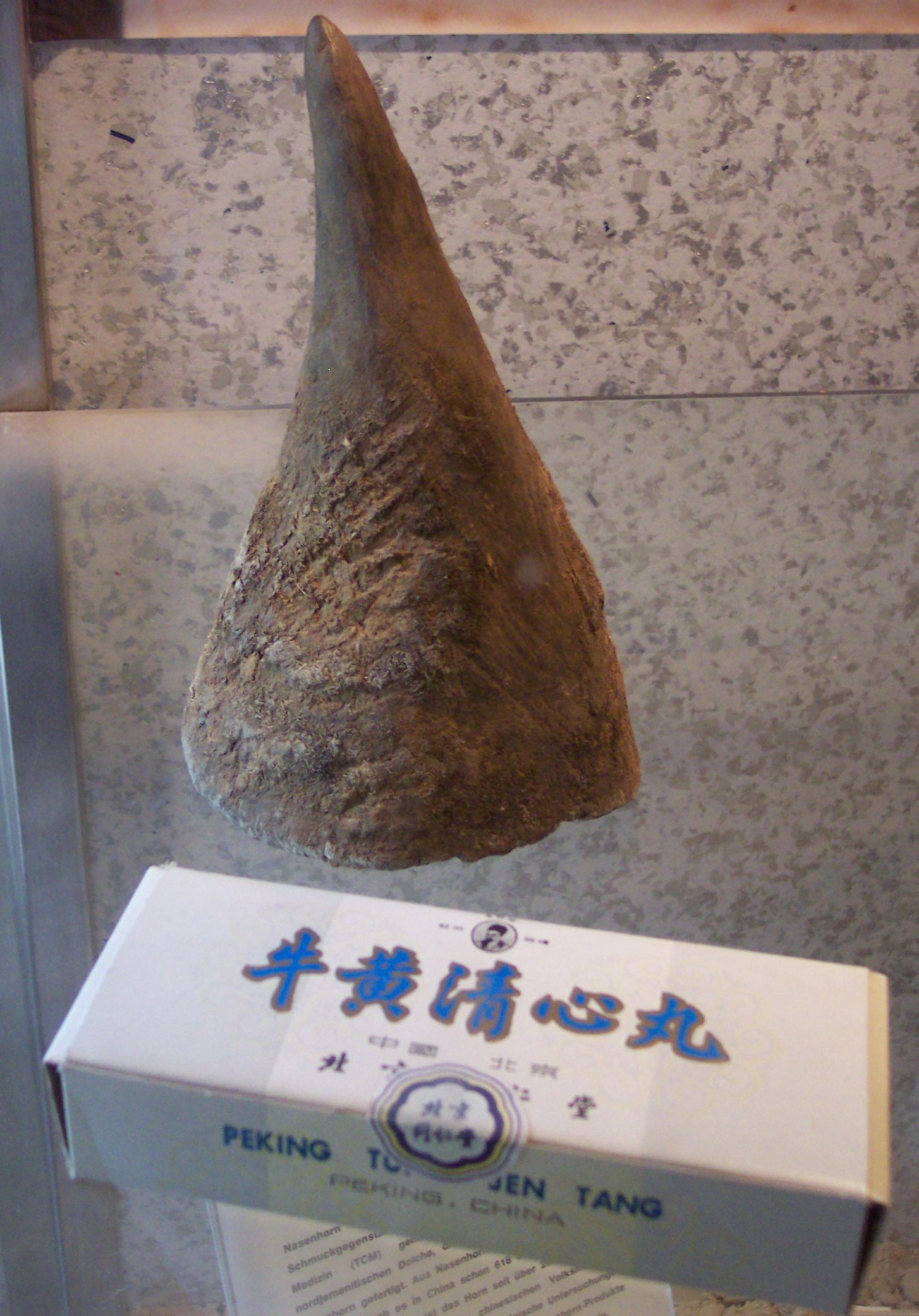
Corne de rhinocéros, broyée, certains lui attribuent des vertus aphrodisiaques. La boîte contient du bézoard prélevé dans l'estomac des animaux ruminants.

Le comportement sexuel de ces animaux les a beaucoup desservis. En effet, contrairement à un grand nombre d'espèces, l'accouplement peut durer plus d'une demi-heure chez le rhinocéros. C'est sans doute pourquoi certains attribuent, sans fondement, des effets thérapeutiques et aphrodisiaques à la corne de rhinocéros broyée, alors que celle-ci est constituée essentiellement de kératine, une substance banale retrouvée dans les ongles, les cheveux et les sabots.

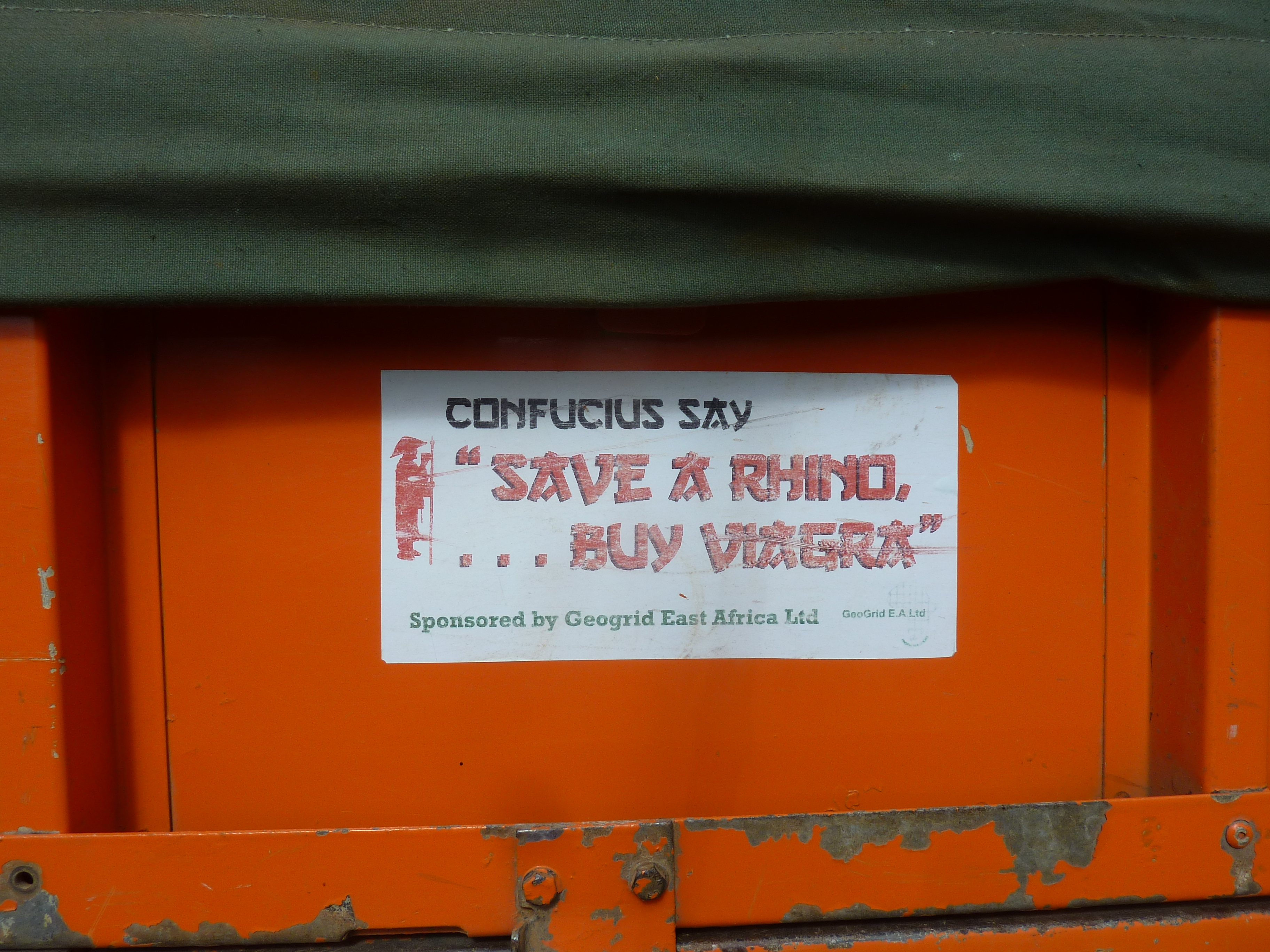
Trait d'humour sur un véhicule au Kenya.

Tenue pour aphrodisiaque par les Chinois, qui la prennent notamment en infusion, la corne de rhinocéros n'a aucune vertu médicinale mais, à cause de cette croyance, beaucoup de rhinocéros sont tués. D'autres pays d'Asie sont concernés, notamment le Vietnam ; au Japon cependant, autrefois grand importateur d'ivoire, une régulation stricte et la récession économique ont permis d'enrayer la demande. En Chine, le kilogramme de poudre de corne de rhinocéros se vendait 50 000 USD en 2011. La demande chinoise, combinée à la baisse des populations d'animaux sauvages, contribue à faire monter les prix de l'ivoire ; d'après le Washington Post, une corne de rhinocéros peut se négocier 300 000 dollars sur le marché noir. Entre 1980 et 1984, le nombre des rhinocéros noirs, autrefois très répandus, a diminué de moitié, probablement à cause de leurs cornes[réf. nécessaire]. En 1970, il y avait 70 000 rhinocéros noirs en Afrique, 15 000 en 1981 et seulement 4 200 en 2011, principalement en Afrique du Sud, Namibie, Zimbabwe et Kenya. Mais la population progresse enfin et l'Union internationale pour la conservation de la nature (UICN) considère l'espèce comme sauvée. Le rhinocéros blanc se porte mieux avec 18 000 individus, dans le sud de l'Afrique. Pour réduire la chasse, la International Rhino Foundation a mis en place des patrouilles antibraconnage[réf. nécessaire]. En 2008, 83 rhinocéros noirs ont été braconnés rien qu'en Afrique du Sud. En 2011, ce chiffre est de 448. En 2012, 668,. Cette fondation a aussi entrepris de déplacer des animaux vers des zones très surveillées au Kenya (Parc national de Tsavo East) et au Zimbabwe (à Hwange et à Lemco).

### La chasse légale pour la conservation des rhinocéros en Afrique
La chasse aux trophées de rhinocéros noirs et blancs est légalisée depuis plusieurs années en Afrique du Sud et en Namibie. Elle participe activement aux efforts de conservation des populations de ces espèces en limitant la perte d’hétérozygotie et donc en améliorant la diversité génétique des rhinocéros. Une hausse du nombre d’individus des deux espèces a également été enregistrée depuis que la chasse récréative contrôlée a commencé .
Les rhinocéros sont connus pour avoir un sexe ratio biaisé en faveur des mâles ce qui cause un excès de mâles dans plusieurs populations, ce que la chasse légale régule. Cette dernière permet également de limiter la menace du braconnage et finance en même temps les efforts de conservation pour les rhinocéros.